# فرانچسکو سرگولی
فرانچسکو سرگولی (انگلیسی: Francesco Cergoli; ۲۲ اکتبر ۱۹۲۱ – 2000 (aged 78-79)) بازیکن فوتبال اهل ایتالیا بود.
از باشگاه‌هایی که در آن بازی کرده‌است می‌توان به باشگاه فوتبال یوونتوس، باشگاه فوتبال تریستیانا، و باشگاه فوتبال آتالانتا اشاره کرد.